# Mariage du diadoque Georges de Grèce et de la princesse Élisabeth de Roumanie
Vous lisez un « bon article » labellisé en 2025.
Le mariage du diadoque Georges de Grèce et de la princesse Élisabeth de Roumanie se déroule le 27 février 1921 (14 février julien), à Bucarest, en Roumanie. Célébrée au palais royal et à la cathédrale métropolitaine deux mois après la restauration du roi Constantin Ier sur le trône de Grèce, l'union est rejetée tant par les vénizélistes que par les gouvernements de l'ancienne Triple-Entente. Dissout par la Cour d'appel de Bucarest le 6 juillet 1935, le mariage permet néanmoins à la reine Marie de Roumanie de construire son image de « belle-mère des Balkans ».
Fruit d'une volonté de rapprochement des gouvernements grec et roumain dans le contexte des guerres balkaniques, le mariage du diadoque Georges de Grèce et de la princesse Élisabeth de Roumanie semble avoir été imaginé dès 1911 par les chancelleries. Le manque d'intérêt de la jeune fille pour son prétendant, qui s'exprime par un premier refus de lui donner sa main en 1914, retarde pour longtemps le projet matrimonial, d'autant que le déclenchement de la Première Guerre mondiale limite les contacts entre Athènes et Bucarest.
Après la victoire alliée, la situation des deux familles royales est bouleversée : alors que la position des Hohenzollern-Sigmaringen s'est durablement consolidée, les Glücksbourg sont désormais traités avec suspicion. Chassé de son pays en 1917, Georges vit ainsi en exil en Suisse et son avenir semble incertain. De son côté, Élisabeth est toujours célibataire et sa tendance à flirter avec des roturiers inquiète sa mère. Des contacts sont donc renoués entre les deux familles royales en 1919 et Georges redemande la main de sa cousine. Pressée par son entourage et peut-être soulagée que son prétendant ait été écarté de la succession au trône de Grèce, la princesse roumaine finit par accepter le principe du mariage durant l'été 1920 et les fiançailles des deux jeunes gens sont finalement annoncées en Roumanie le 13 octobre suivant.
À peine rendues publiques, les fiançailles (bientôt couplées avec celles du prince royal Carol de Roumanie et de la princesse Hélène de Grèce, respectivement frère aîné d'Élisabeth et sœur cadette de Georges) soulèvent l'opposition du Premier ministre grec Elefthérios Venizélos et des gouvernements alliés. Elles posent également des difficultés religieuses, l'Église orthodoxe voyant d'un mauvais œil les mariages rapprochant deux fratries. La restauration inattendue du père de Georges sur le trône de Grèce en décembre 1920 facilite néanmoins l'organisation du mariage. Célébrée dans une relative simplicité au palais royal et à la Cathédrale métropolitaine de Bucarest, l'union réunit peu de personnalités du Gotha et les parents du marié ne se trouvent même pas en mesure de faire le déplacement en Roumanie.
Installés en Grèce en mars 1921, Georges et Élisabeth voient les premières années de leur mariage assombries par le désastre militaire de la guerre gréco-turque. Durement frappée par la maladie au printemps 1922, la princesse roumaine ne parvient pas à s'adapter à sa vie à Athènes et traverse une longue période de dépression. Propulsé sur le trône le 27 septembre 1922, le jeune couple en est finalement chassé le 19 décembre 1923. Réfugiés en Roumanie, les deux époux s'éloignent progressivement et nouent des relations extra-conjugales. En 1932, Georges finit par s'installer loin de sa femme, au Royaume-Uni. Les perspectives de restauration de la monarchie grandissant en Grèce, Élisabeth lance finalement une procédure de divorce contre son mari et la dissolution de leur mariage est prononcée le 6 juillet 1935.

## Des fiançailles contrariées

### Une princesse difficile à marier
À partir de 1911, les gouvernements hellène et roumain se rapprochent pour des raisons géopolitiques et le prince Georges de Grèce (1890-1947), alors héritier en second de son pays, rencontre pour la première fois la princesse Élisabeth de Roumanie (1894-1956) lors d'un voyage à Bucarest. Quelques mois après la deuxième guerre balkanique (juin-juillet 1913), durant laquelle Grèce et Roumanie sont alliées, Georges demande la main de la jeune fille, ce qui ravit le prince royal Ferdinand de Roumanie et son épouse. Mais, conseillée par sa grand-tante, la reine Élisabeth, la jeune fille décline la proposition, jugeant son prétendant trop petit et trop anglais dans ses manières. Dédaigneuse, la princesse déclare même, à cette occasion, que « Dieu a commencé le prince, mais a oublié de le terminer » (1914),,.

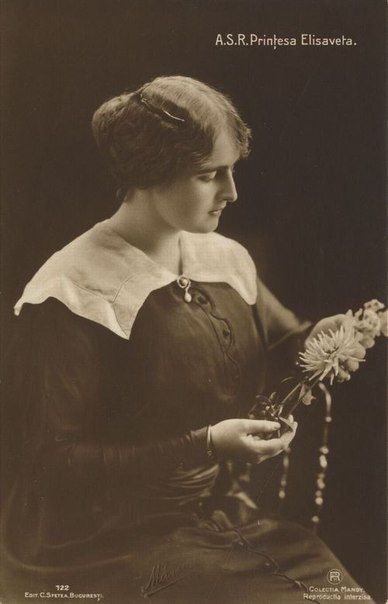
La princesse Élisabeth de Roumanie en 1910.

En 1913, une autre opportunité de mariage semble se présenter pour Élisabeth de Roumanie. Le Kaiser Guillaume II d'Allemagne envisage en effet de nouer une alliance matrimoniale entre les deux branches de la maison de Hohenzollern. Il organise alors une rencontre entre Élisabeth et son troisième fils, le prince Adalbert. Les deux jeunes gens font connaissance à Munich, en Bavière, mais l'entrevue est un fiasco, car le prince prussien trouve rapidement sa cousine ennuyeuse. De fait, Élisabeth n'a pour seuls intérêts que les vêtements ou les bijoux et sa conversation n'est pas très passionnante.
Pendant la Première Guerre mondiale, la princesse Élisabeth tombe plusieurs fois malade. D'un tempérament paresseux, elle s'implique peu dans son travail d'infirmière et grossit beaucoup, au grand dam de sa mère, la désormais reine Marie. Les seules apparitions de la jeune fille se résument à quelques réceptions officielles à la Cour ou à de rares sorties au théâtre. Sa seule vraie passion reste les vêtements et elle connaît quelques brèves périodes d'enthousiasme pour les travaux d'aiguille et la broderie. La princesse s'intéresse par ailleurs vivement aux hommes, qu'elle poursuit avec assiduité, ce qui soulève l'indignation de sa mère,. La souveraine roumaine doit ainsi intervenir pour couper court à la relation entre sa fille et le chef d'orchestre George Georgescu, vers 1918,.
En 1919, Élisabeth et ses sœurs Marie (dite « Mignon ») et Ileana accompagnent la reine Marie, à Paris, à la Conférence de la paix, qui clôt la Grande Guerre. La souveraine espère en effet profiter de ce séjour pour trouver des époux convenables à ses filles, et surtout à Élisabeth, déjà âgée de vingt-cinq ans,,. Cependant, dans la capitale française, la jeune fille ne fait pas la meilleure impression, si l'on en croit le témoignage de l'épouse du président américain Wilson, qui la juge « timide, inintéressante et de type allemand ». Au bout de quelques semaines, la reine de Roumanie a même si honte de son aînée qu'elle choisit de ne pas l'emmener à Londres lorsqu'elle quitte l'Hexagone pour rendre visite à la famille royale d'Angleterre. Dans ces conditions, Élisabeth part pour Florence, où le Premier ministre Barbu Stirbei cherche sans succès à la marier à un prince de la maison de Savoie,.

### Un prince exilé et sans perspective

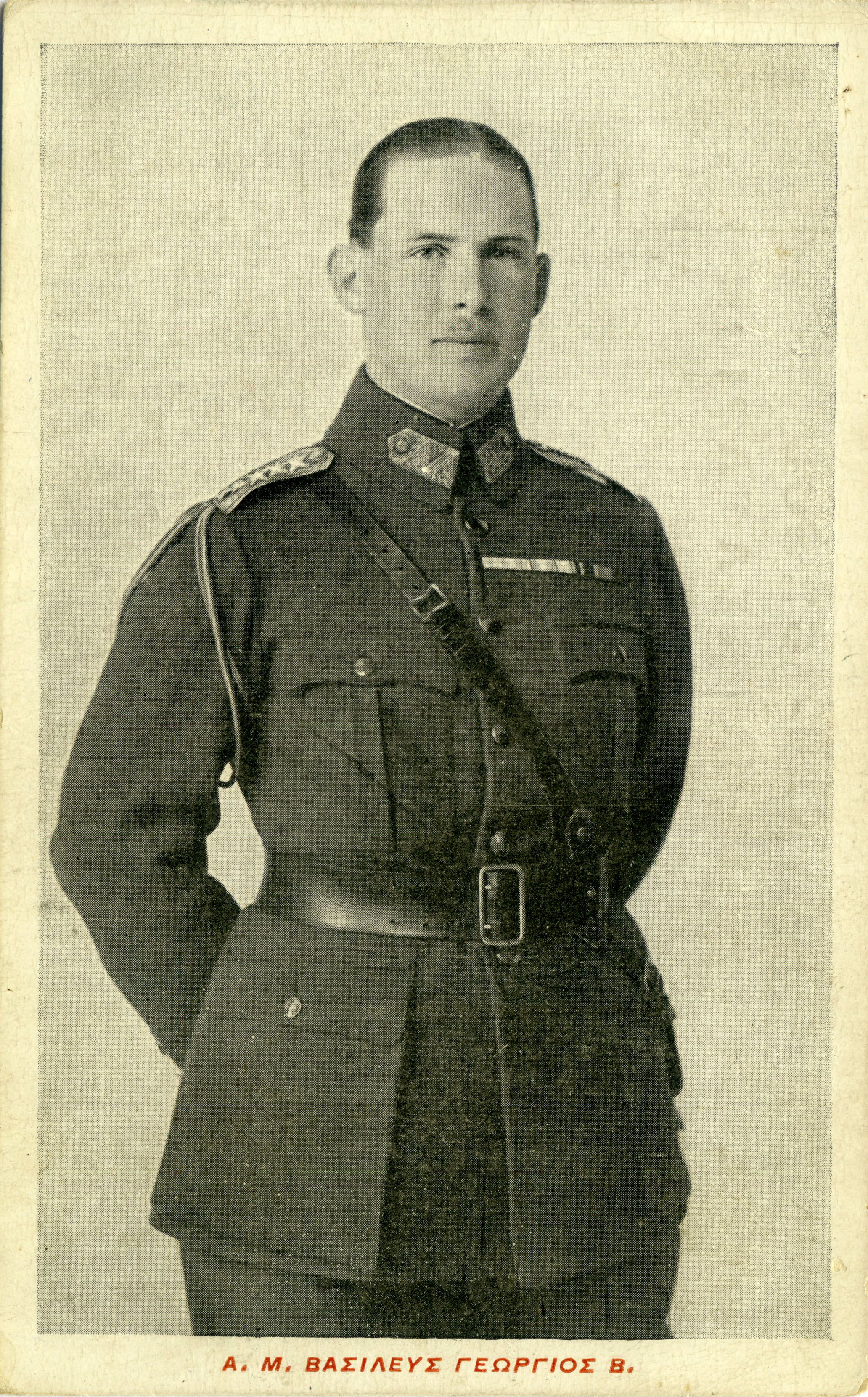
Le diadoque Georges de Grèce en 1922.

Après le rejet d'Élisabeth de Roumanie, la vie sentimentale de Georges de Grèce n'est guère documentée par les historiens. Ricardo Mateos Sáinz de Medrano insiste en effet sur la timidité du prince et sur son caractère taciturne, qui tranchent avec l'attitude enjouée de son frère Alexandre, beaucoup plus entreprenant avec la gent féminine. Marlene A. Eilers Koenig évoque néanmoins un flirt de Georges avec sa cousine, la comtesse russe Anastasia de Torby, aux alentours de 1913.
Pendant la Première Guerre mondiale, le père de Georges cherche à maintenir son pays dans la neutralité. Constantin Ier considère en effet que le royaume hellène n'est pas prêt à participer à un nouveau conflit. Mais, formé en Allemagne et lié au Kaiser Guillaume II dont il est le beau-frère, Constantin Ier est rapidement accusé de soutenir la Triple-Alliance. Bientôt, le souverain rompt avec son Premier ministre, Elefthérios Venizélos, qui est quant à lui convaincu de la nécessité d'appuyer les pays de la Triple-Entente. Protégé par les Alliés, l'homme politique forme, en octobre 1916, un gouvernement parallèle à celui du monarque à Thessalonique : c'est le « Schisme national »,. Finalement, le 10 juin 1917, l'Entente ordonne au roi de quitter le pouvoir. Sous la menace d'un débarquement, le souverain accepte de partir en exil, sans toutefois abdiquer. L'Entente ne souhaitant pas instaurer la république en Grèce, l'un des membres de la famille royale doit lui succéder. Or, le diadoque Georges est jugé tout aussi germanophile que son père, parce qu'il a lui aussi été formé en Allemagne,. C'est donc finalement le prince Alexandre que Venizélos et l'Entente choisissent comme nouveau roi des Hellènes.
Chassés de leur pays, Georges et sa famille s'installent donc en Suisse alémanique, d'abord à Saint-Moritz, puis à Zurich. Dans leur exil, ils sont bientôt rejoints par la quasi-totalité des membres de la dynastie hellène, qui quittent la Grèce avec le retour d'Elefthérios Venizélos à la tête du gouvernement et l'entrée en guerre d'Athènes au côté de l'Entente. Or, la situation financière de la famille royale n’est pas des plus brillantes et l'ex-roi Constantin, déjà très affaibli, ne tarde pas à tomber malade. En 1918, il contracte ainsi la grippe espagnole et manque de trouver la mort.
Grâce à la fin de la Première Guerre mondiale et la signature des traités de Neuilly et de Sèvres, le royaume hellène réalise d'importantes acquisitions territoriales en Thrace et en Anatolie. Pourtant, la Grèce est loin d'avoir retrouvé sa stabilité avec le départ des anciens souverains et la guerre contre la Turquie reprend dès 1919. En outre, les tensions entre Venizélos et les Glücksbourg se poursuivent. La décision d'Alexandre Ier d'épouser Aspasía Mános, une jeune aristocrate d'ascendance phanariote, plutôt qu'une princesse européenne déclenche en effet la colère du chef du gouvernement. L'homme politique crétois voit dans cette mésalliance une occasion perdue de se rapprocher de la Grande-Bretagne.

### Des doubles fiançailles inattendues

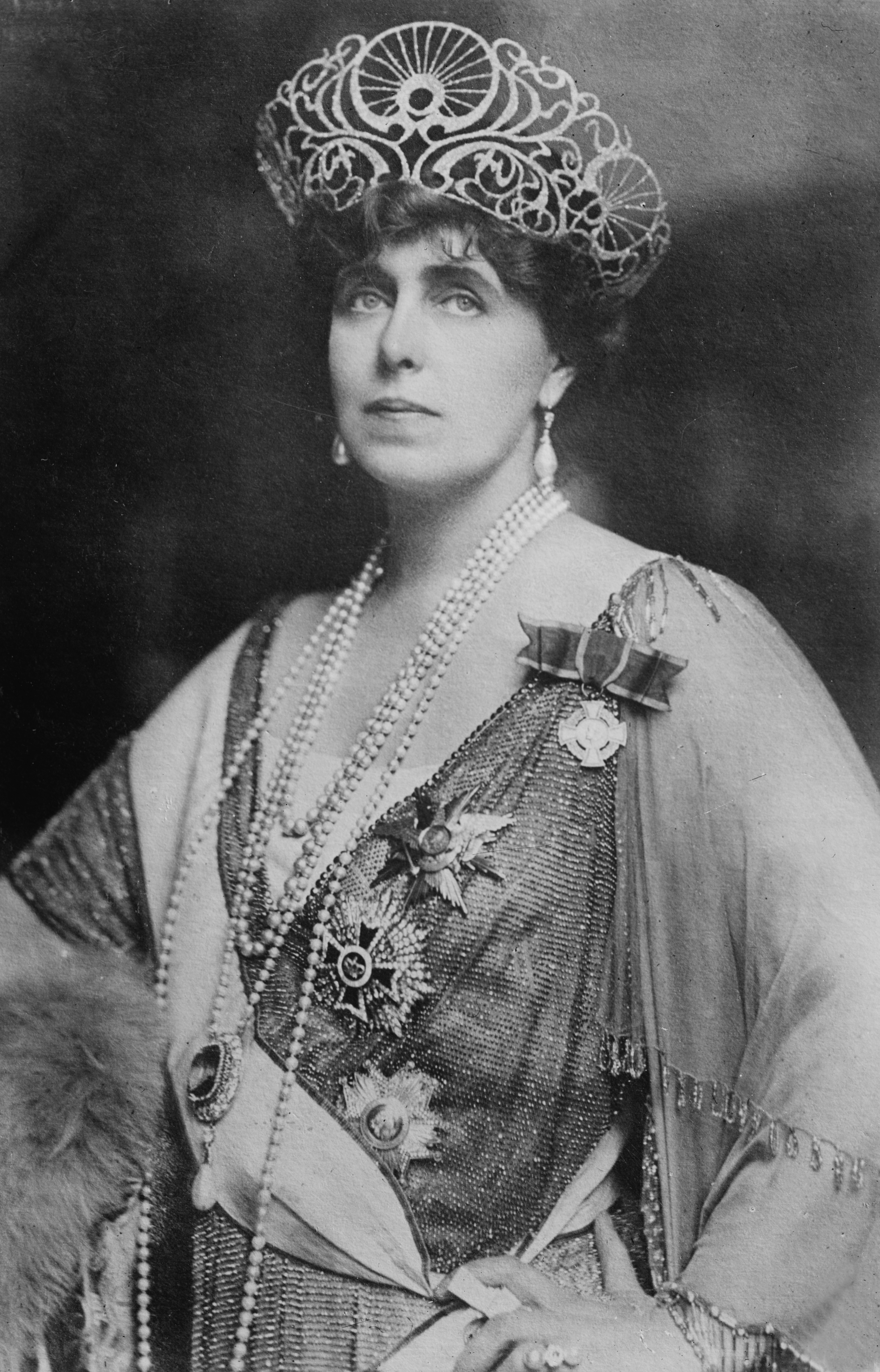
La reine Marie de Roumanie, « belle-mère des Balkans » (1920).

Durant l'été 1920, la reine Marie de Roumanie et ses filles effectuent un séjour en Suisse, où elles retrouvent la duchesse douairière de Saxe-Cobourg-Gotha, grand-mère d'Élisabeth. Ce voyage est également l'occasion d'une réunion avec la famille royale de Grèce, toujours désireuse de sceller une alliance avec les Hohenzollern-Sigmaringen. Élisabeth revoit alors le prince Georges, qui lui demande une nouvelle fois sa main,,. À cette époque, l'avenir du jeune homme est pour le moins incertain : écarté du trône au profit de son frère cadet, Georges est interdit de séjour dans son pays, désargenté et sans aucune situation,,. Pourtant, Élisabeth finit par accepter la demande en mariage durant l'automne. D'après Lilly Marcou et John Van der Kiste, la princesse, qui subit par ailleurs de fortes pressions de sa mère, a fini par prendre conscience de ses propres imperfections,. Pour Marlene A. Eilers Koenig et Tepi Pistofidou, en revanche, c'est justement l'absence de perspective du diadoque qui convainc Élisabeth. Cette dernière n'a, en effet, aucunement envie de devenir reine des Hellènes,,.
Si la combinaison matrimoniale satisfait tout autant les parents d'Élisabeth que ceux de Georges, il ne fait aucun doute que la jeune fille n'éprouve aucun sentiment pour son fiancé,. Consciente du caractère difficile d'Élisabeth, la duchesse douairière de Saxe-Cobourg-Gotha déclare ainsi qu'« il faudra que Georges batte sa femme pour qu'elle l'aime ! »,. Quoi qu'il en soit, la reine de Roumanie demande à son futur gendre de venir à Bucarest, afin d'y annoncer publiquement la nouvelle. Pour faire bonne mesure, la souveraine invite également deux des sœurs du jeune homme, les princesses Hélène et Irène, à faire le voyage. La fratrie se rend donc en Roumanie en septembre et les fiançailles sont confirmées le 13 octobre 1920, avant d'être officialisées deux jours plus tard auprès du gouvernement et de la presse,. Dans les semaines qui suivent, le diadoque et ses sœurs apprennent le décès accidentel d'Alexandre Ier, survenu le 25 octobre 1920 (12 octobre 1920 julien), et les remous politiques qu'il provoque, en Grèce,,.
Le hasard ayant fait que la duchesse douairière de Cobourg soit morte à Zurich un jour avant le jeune roi des Hellènes, la reine Marie et son fils aîné, le prince royal Carol, repartent pour la Suisse en même temps que les princesses de Grèce. Sur le chemin du retour, Carol et Hélène, qui ont déjà passé beaucoup de temps ensemble en Roumanie, se rapprochent encore davantage et finissent par tomber amoureux,. En dépit des réserves de la reine des Hellènes Sophie, qui s'inquiète du passé sulfureux de l'héritier du trône roumain,,, les deux jeunes gens se fiancent peu après leur arrivée dans la Confédération helvétique,,, le 20 novembre 1920,. Pendant ce temps, Georges poursuit son séjour en Roumanie avec Élisabeth et le reste de la famille de celle-ci.

## Des préparatifs de mariage épineux

### Des fiançailles rejetées par les vénizélistes et les Alliés

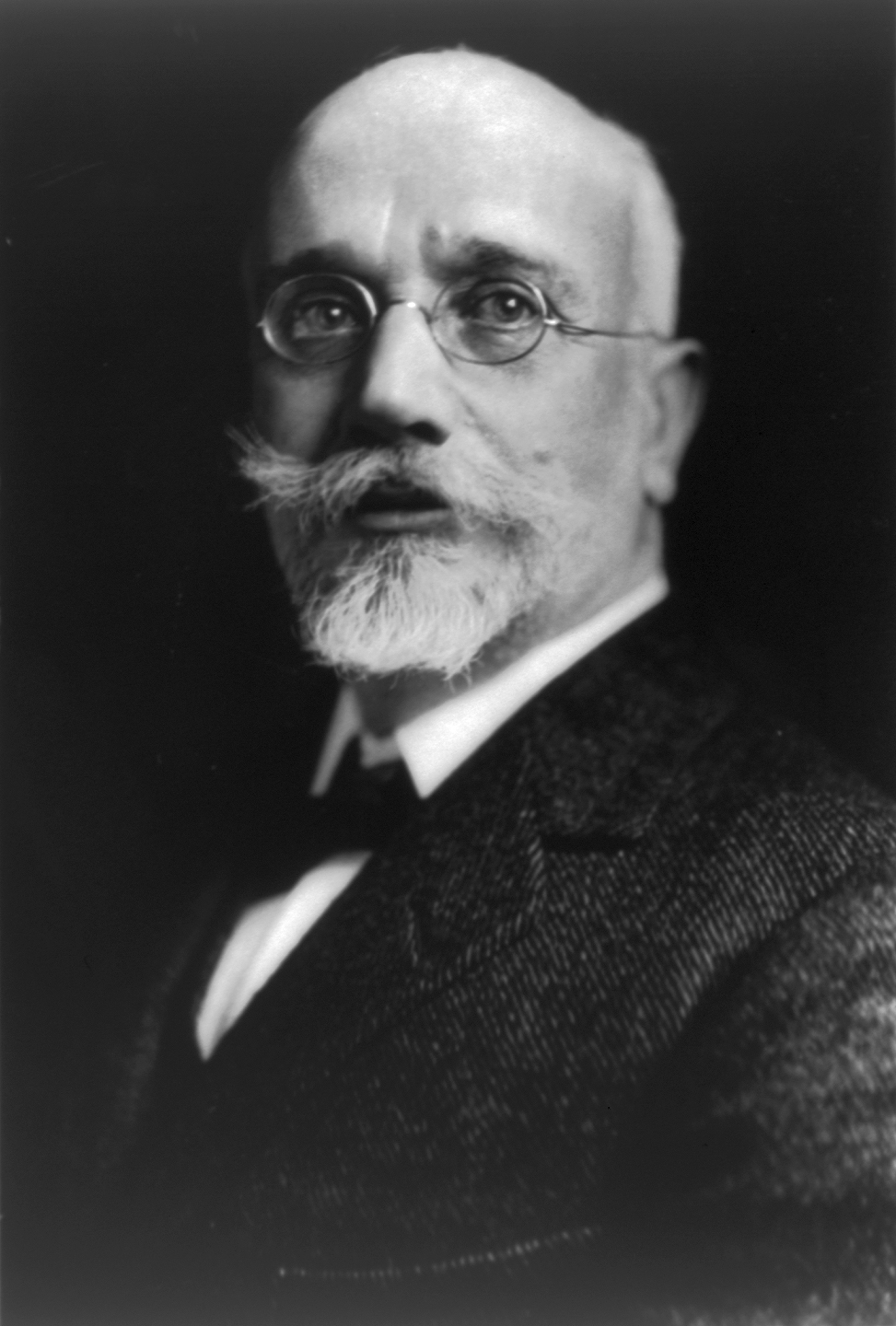
Le Premier ministre Elefthérios Venizélos (1919), ennemi de la famille royale de Grèce.

À peine annoncées, les fiançailles de Georges et d'Élisabeth soulèvent l'inquiétude et l'opposition d'Elefthérios Venizélos et de ses partisans. Le ministre grec des Affaires étrangères Nikólaos Polítis fait ainsi savoir au ministre plénipotentiaire roumain à Athènes qu'il serait heureux que le mariage ne se produise pas,. Convaincu que le rapprochement de Georges et d'Élisabeth n'est qu'une machination de Constantin Ier pour récupérer son trône, Elefthérios Venizélos suggère ensuite au diplomate Antoine Bibesco que leurs deux gouvernements annoncent publiquement que le mariage n'a aucune implication politique. Plus tard, Athènes s'offusque que le prince Georges se déplace, en Roumanie, à bord d'un wagon sur lequel est écrit (en français) : « Son Altesse Royale, Prince Héritier de Grèce, Duc de Sparte »,. Dans ces conditions, le représentant grec à Bucarest refuse de participer à la réception organisée par les autorités roumaines pour célébrer l'annonce des fiançailles, et ne prend même pas la peine de s'en excuser auprès des autorités,.
Après la mort d'Alexandre Ier, un rapprochement avec les vénizélistes semble toutefois s'opérer. À l'automne 1920, le ministre des Affaires étrangères roumain Demetriu Ionescu se rend à Paris pour y présenter son projet de Petite Entente. Lors de ce séjour, il rencontre le ministre plénipotentiaire grec, qui lui fait savoir qu'Elefthérios Venizélos pourrait accepter le prince Georges comme nouveau roi des Hellènes « si le Roi Constantin abdiquait en sa faveur et surtout si on pouvait donner des garanties que le Prince Georges était définitivement guéri de toute sympathie vis-à-vis de l'Allemagne ». La défaite électorale cuisante que connaît le Premier ministre grec le 14 novembre 1920 rend cependant la réconciliation impossible,.
Du côté des Alliés, l'accueil réservé aux mariages gréco-roumains n'est pas plus chaleureux, comme l'illustrent les pressions exercées par le président de la République française Alexandre Millerand pour que l'union des Hohenzollern-Sigmaringen et des Glücksbourg n'ait pas de répercussion politique. Si les sources restent floues concernant la présence de diplomates étrangers lors des noces de Georges et d'Élisabeth, elles sont formelles pour ce qui est de celles d'Hélène et Carol. Les gouvernements français et britannique font, en effet, officiellement savoir qu'ils refusent d'être représentés à Athènes lors des célébrations,. Quelques jours après le mariage, l'ambassadeur anglais Lord Granville fait même l'affront de venir saluer la reine de Roumanie et d'ignorer ostensiblement le roi et la reine des Hellènes, un jour qu'il croise les souverains dans la capitale,.

### De doubles fiançailles qui posent des difficultés religieuses

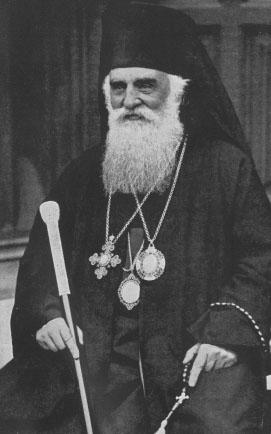
Le métropolite Miron Cristea (1936), chef de l'Église roumaine.

Le sixième concile œcuménique (681) ayant interdit les mariages entre les membres de deux fratries, les doubles fiançailles unissant la famille royale de Grèce à celle de Roumanie soulèvent des difficultés religieuses. L'Église orthodoxe roumaine fait ainsi savoir que, si l'union de Georges et d'Élisabeth peut être célébrée sans dispense, il n'en va pas de même de celle d'Hélène et de Carol. Des démarches sont donc entreprises par les souverains roumains en vue de l'obtenir,,.
Du côté de l'Église grecque, la loi religieuse impose que, lorsqu'un frère et une sœur épousent une sœur et un frère, les deux mariages soient célébrés dans la même heure. La reine de Roumanie ne souhaitant pas réduire l'importance des noces de chacun de ses enfants, une dispense est également obtenue pour que deux semaines séparent les célébrations. Cette décision soulève néanmoins la réprobation des Grecs les plus superstitieux, convaincus que cette atteinte à la tradition ne peut qu'amener le malheur sur les jeunes couples.

### Une restauration qui bouleverse la situation des fiancés
Peu après la défaite électorale des vénizélistes, le 18 novembre 1920 (5 novembre julien), la reine douairière Olga, seule membre de la parentèle de Georges encore présente à Athènes, est nommée régente de Grèce. Composé de partisans de l'ancien roi des Hellènes, un gouvernement monarchiste se met parallèlement en place avec, à sa tête, Dimítrios Rállis. Pourtant, le père de Georges refuse de reprendre le pouvoir tant qu'il n'y a pas été officiellement invité par ses sujets.

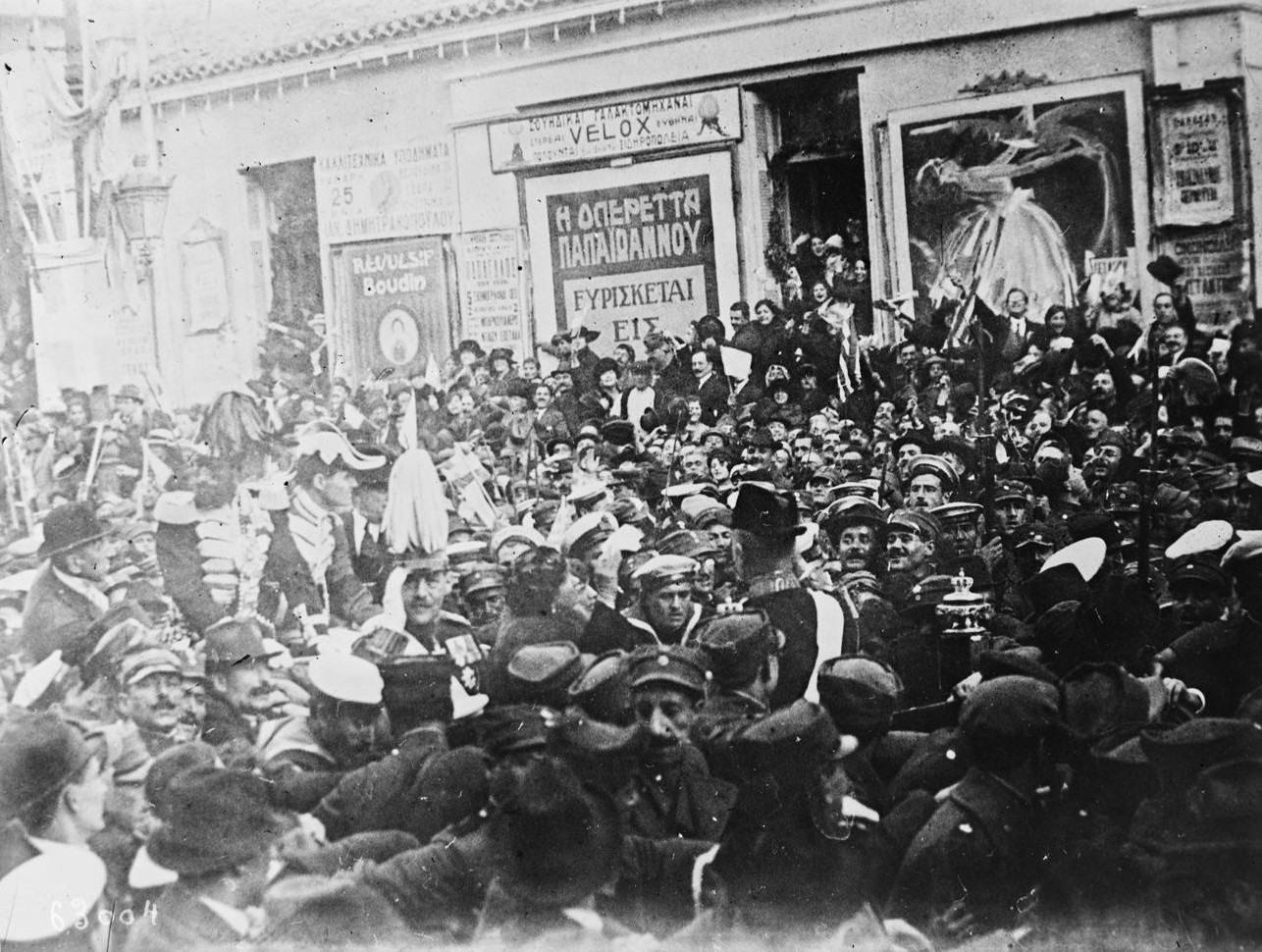
La foule athénienne entourant le landau royal, le 5 décembre 1920.

Le 5 décembre 1920 (22 novembre julien), un référendum au résultat contesté appelle finalement la famille royale de Grèce à rentrer dans son pays. Après un long voyage, le roi Constantin Ier, la reine Sophie, le diadoque Georges, le prince Paul et les princesses Hélène, Irène et Catherine regagnent donc Athènes le 19 décembre suivant (6 décembre julien). Leur retour s'accompagne de scènes de liesse populaire. Une foule immense entoure les souverains et leurs enfants dans les rues de la capitale. Une fois arrivés au palais royal, ceux-ci doivent apparaître à de nombreuses reprises au balcon pour saluer le peuple qui les acclame,,. Après quelques jours en Grèce, Georges repart pour la Roumanie,,, le 1er janvier 1921 (19 décembre 1920 julien).
Du côté de Bucarest, la reine Marie est ravie de ce revirement de situation. La restauration de Constantin Ier rend, en effet, son statut d'héritier du trône à Georges et fait d'Élisabeth la future reine des Hellènes. Les événements confirment ainsi le bien-fondé de la politique matrimoniale de la souveraine roumaine, bientôt surnommée « la belle-mère des Balkans »,,. Le succès international de la reine Marie est d'ailleurs confirmé par la diplomatie bulgare, qui l'approche, dès janvier 1921, dans le but d'unir le tsar Boris III à une autre de ses filles. C'est cependant le mariage de « Mignon » avec le roi des Serbes, des Croates et des Slovènes Alexandre Ier, en juin 1922,, qui achève de légitimer le surnom de la souveraine,.
Quoi qu'il en soit, la perspective de devenir reine des Hellènes ne change rien au comportement désinvolte d'Élisabeth. D'après le journaliste et biographe Geoffrey Wansell, la princesse noue, vers la même période, une liaison avec le diplomate britannique Frank Rattigan, père du dramaturge Terence Rattigan. Si elle est avérée, cette relation a, par la suite, de graves conséquences pour la princesse et, dans une moindre mesure, pour son amant. De fait, Élisabeth serait tombée enceinte et aurait alors été contrainte à avorter par sa famille. De son côté, Frank Rattigan aurait été limogé sur intervention d'Athènes.

## Fêtes préliminaires

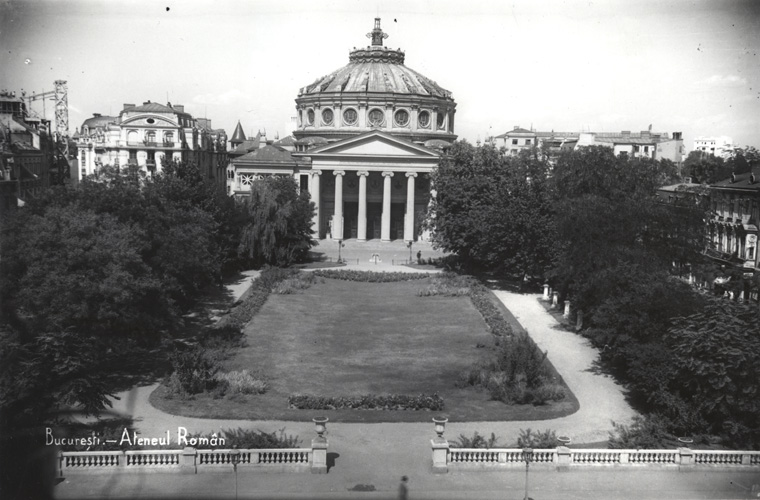
L'Athénée de Bucarest (1929).

Organisé juste après le premier conflit mondial, qui a durement frappé la Roumanie et la Grèce, et à un moment où le royaume hellène est encore en guerre contre la Turquie, le mariage de Georges et d'Élisabeth se déroule dans des conditions relativement modestes. De fait, ni Bucarest ni, encore moins, Athènes ne sont en mesure de mobiliser les crédits nécessaires à l'organisation de noces vraiment fastueuses. La participation des autorités grecques au mariage se limite ainsi à l'envoi d'un télégramme de félicitations et d'un panier de fleurs.
Les festivités du mariage commencent néanmoins le samedi 26 février 1921. Un concert est alors organisé à l'Athénée de Bucarest, décoré, pour l'occasion, des armoiries royales, de drapeaux et de couronnes. Après la représentation, une réception est donnée au palais royal, dont une partie a été restaurée après avoir servi d'hôpital pendant la Première Guerre mondiale.

## Déroulement du mariage

### Tenues des participants

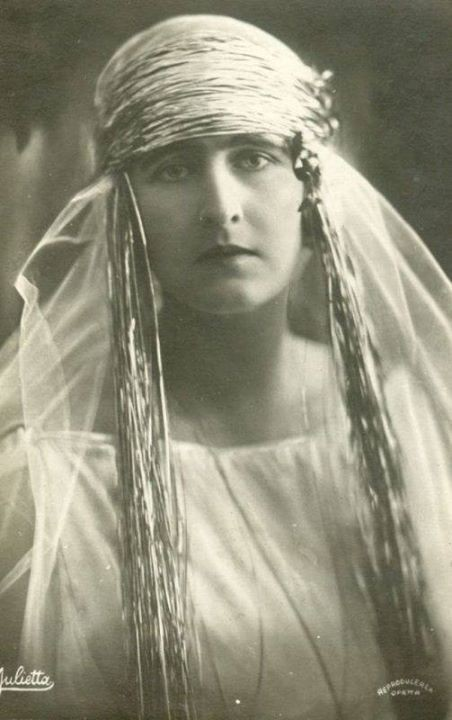
La princesse Élisabeth le jour de ses noces (1921).

Suivant la tradition roumaine, la princesse Élisabeth porte un voile de mariée assorti d'un bandeau cousu d'or. Pour le confectionner, des femmes de tout le pays ont fait don des fils de métal précieux ayant orné leur propre voile,. La robe de la mariée est dotée d'une longue traîne, tenue par sa petite sœur, la princesse Ileana de Roumanie. Enfin, le bouquet de la mariée est constitué d'œillets de couleur rouge,.
La princesse Ileana porte une robe de couleurs blanche et argentée, ainsi qu'une couronne de pâquerettes argentées dans les cheveux. Décidée à ne pas faire d'ombre à sa fille, la reine de Roumanie porte, quant à elle, une robe de couleur gris et or assez discrète.
De son côté, le diadoque Georges porte une tenue militaire de couleur sombre. D'après Andreas Megos, du site grec The Royal Chronicles, il s'agit du grand uniforme des aides de camp et des hérauts de l'armée grecque, comportant un casque en liège recouvert de feutre. Ainsi que le montrent les photos de l'événement, le prince arbore, en outre, de nombreuses décorations,.

### Cérémonie civile
La journée du dimanche 27 février 1921 (14 février julien) débute avec le retentissement des coups de canon et des cloches des églises. Des équipes de travailleurs se mettent alors à l'œuvre pour déblayer la neige de l'avenue de la Victoire. Malgré le froid, Bucarest a été décorée pour le mariage et des drapeaux grecs et roumains, des guirlandes de myrte et des arches ornent le parcours qui va être emprunté par le cortège royal.
Les festivités du mariage commencent par une brève cérémonie civile, organisée à partir de 11 heures dans la grande salle de la bibliothèque du palais royal. Le temps de la célébration, le ministre de la Justice roumain Mihai Antonescu se meut en officier d'état civil et c'est lui qui préside le mariage,.

### Cérémonie orthodoxe

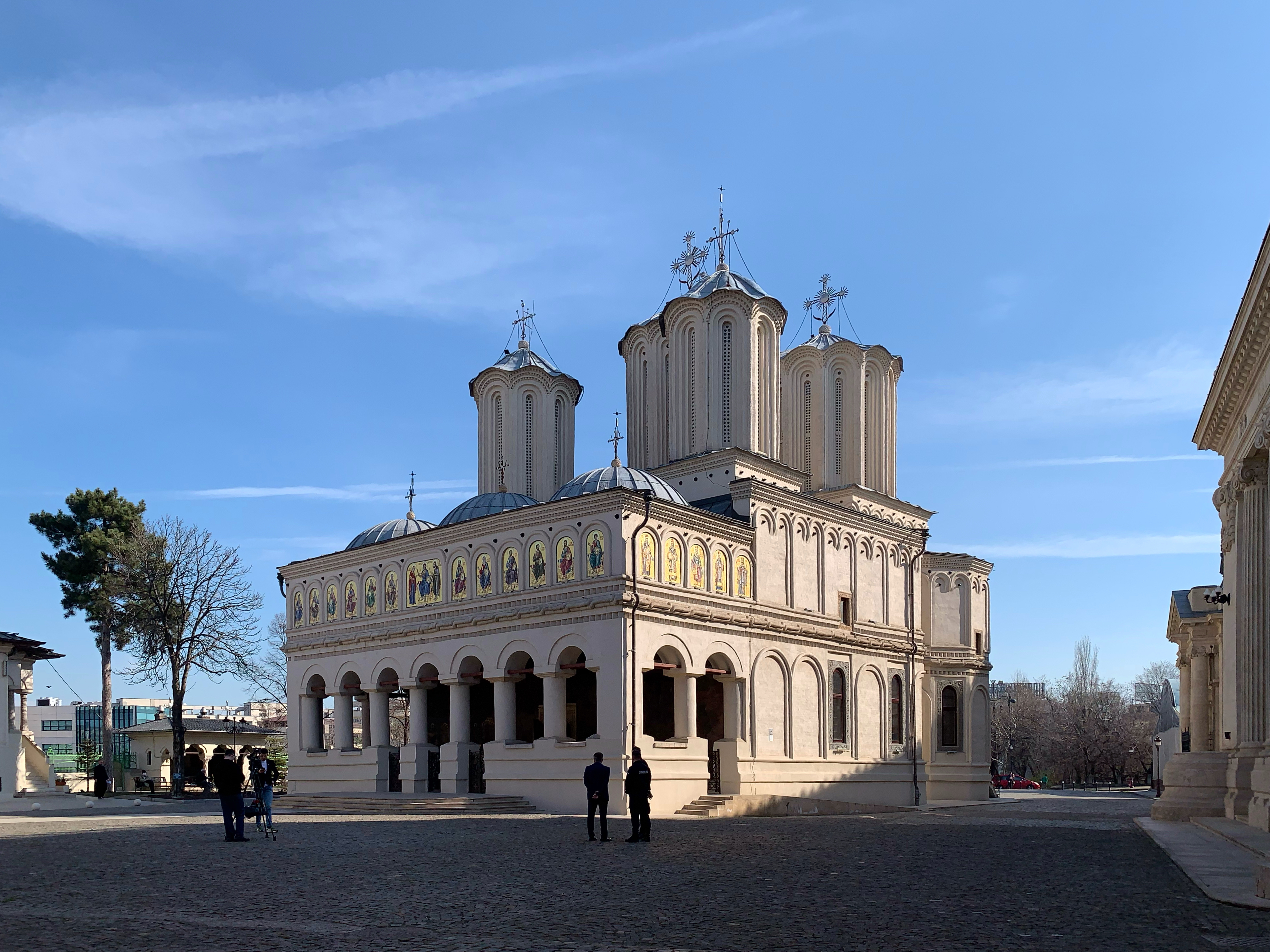
La cathédrale métropolitaine en 2023.

Après le mariage civil, démarre le cortège qui conduit les fiancés et leurs invités vers la cathédrale métropolitaine. Dans une des voitures, se trouvent le diadoque Georges de Grèce et la reine Marie de Roumanie. Une autre (plus belle, selon le journal de la souveraine) transporte le roi Ferdinand Ier et sa fille, la princesse Élisabeth,. Escortés par le régiment de la garde, les fiancés et les souverains sont acclamés par la foule tout le long du trajet.
La cérémonie religieuse est présidée par le métropolite de l'Église roumaine Miron Cristea, assisté de tous les archiprêtres du pays, ainsi que de l'archimandrite Timotheos Evangelidis, représentant de l'Église grecque à Bucarest,. Le mariage est ainsi célébré en roumain et en grec. Les témoins des époux sont le prince Nicolas de Grèce, oncle de Georges, et la princesse Marie de Roumanie (« Mignon »), sœur d'Élisabeth,.

### Déjeuner nuptial
Un déjeuner est organisé au palais royal après la cérémonie religieuse. Offert par le roi Ferdinand Ier et la reine Marie, il réunit 200 convives autour des jeunes mariés. Le repas commence à 13 h 30 et le menu, rédigé en français, se compose de caviar aux blinis, d'esturgeon à la Vénitienne, de baron d'agneau Favorit, de foie gras à la gelée au champagne, de sorbet royal, de faisan à la broche, de salade, d'asperges sauce mousseline, de parfait aux fraises, de tartelettes au Mont d'Or et d'un dessert,.

## Invités et absents

### Personnalités présentes au mariage

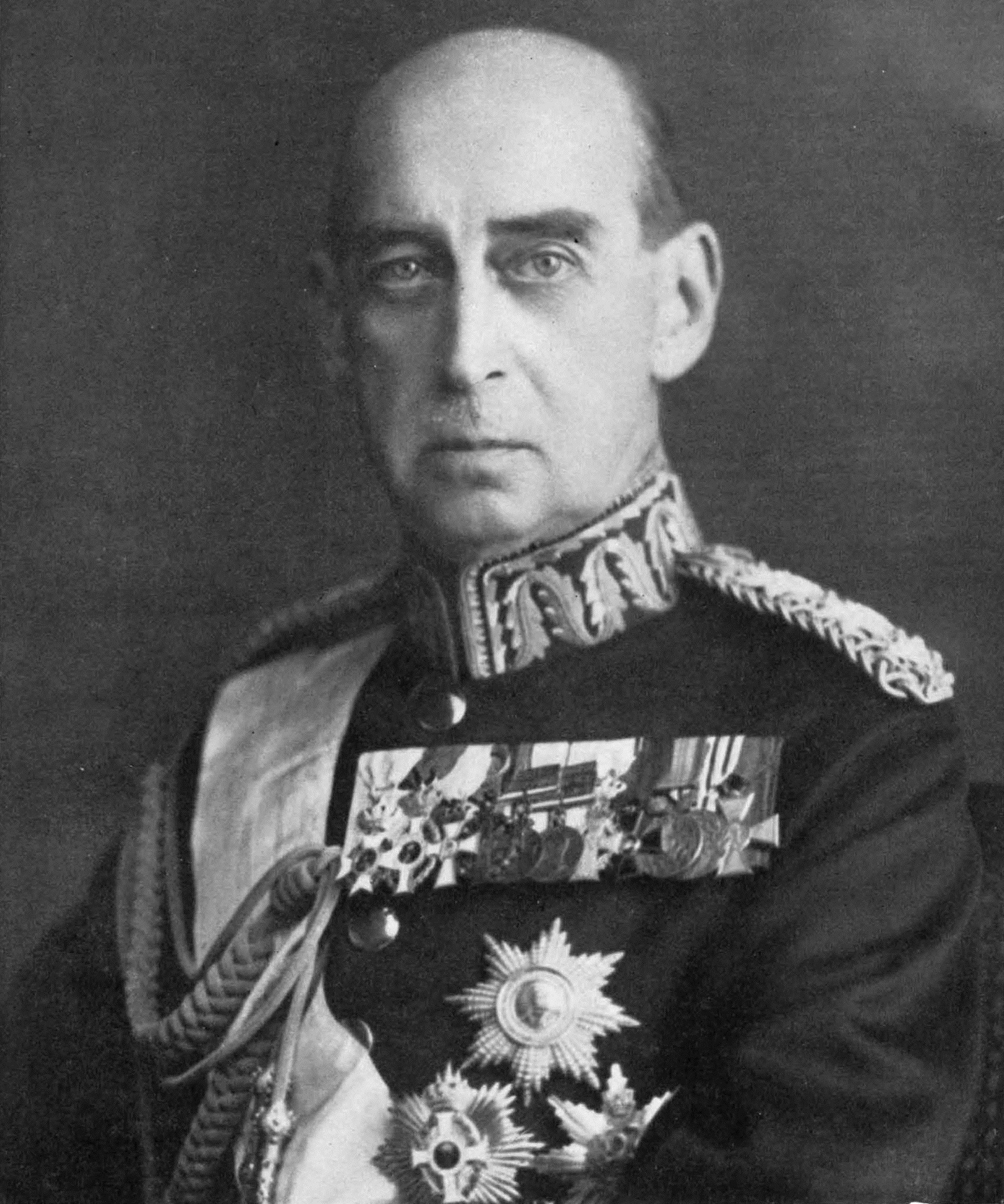
Le prince Nicolas de Grèce, témoin de son neveu (v. 1930).

Peu nombreuses — et parfois contradictoires — sont les informations concernant les personnalités présentes aux noces de Georges de Grèce et d'Élisabeth de Roumanie. Peuvent néanmoins être cités : 
Famille royale de Roumanie :
- Le roi Ferdinand Ier et la reine Marie de Roumanie (parents de la mariée)[75] ;
- Le prince Nicolas de Roumanie (frère de la mariée)[93] ;
- Les princesses Marie et Ileana de Roumanie (sœurs de la mariée)[17],[35].

Famille royale de Grèce :
- Le prince Nicolas et la princesse Hélène de Grèce (oncle et tante paternels du marié)[94] ;
- Les princesses Olga, Élisabeth et Marina de Grèce (cousines paternelles du marié)[95].

Famille royale d'Espagne :
- L'infant Alphonse et l'infante Béatrice d'Orléans, duc et duchesse de Galliera (oncle et tante maternels de la mariée)[k].

### Absences remarquées

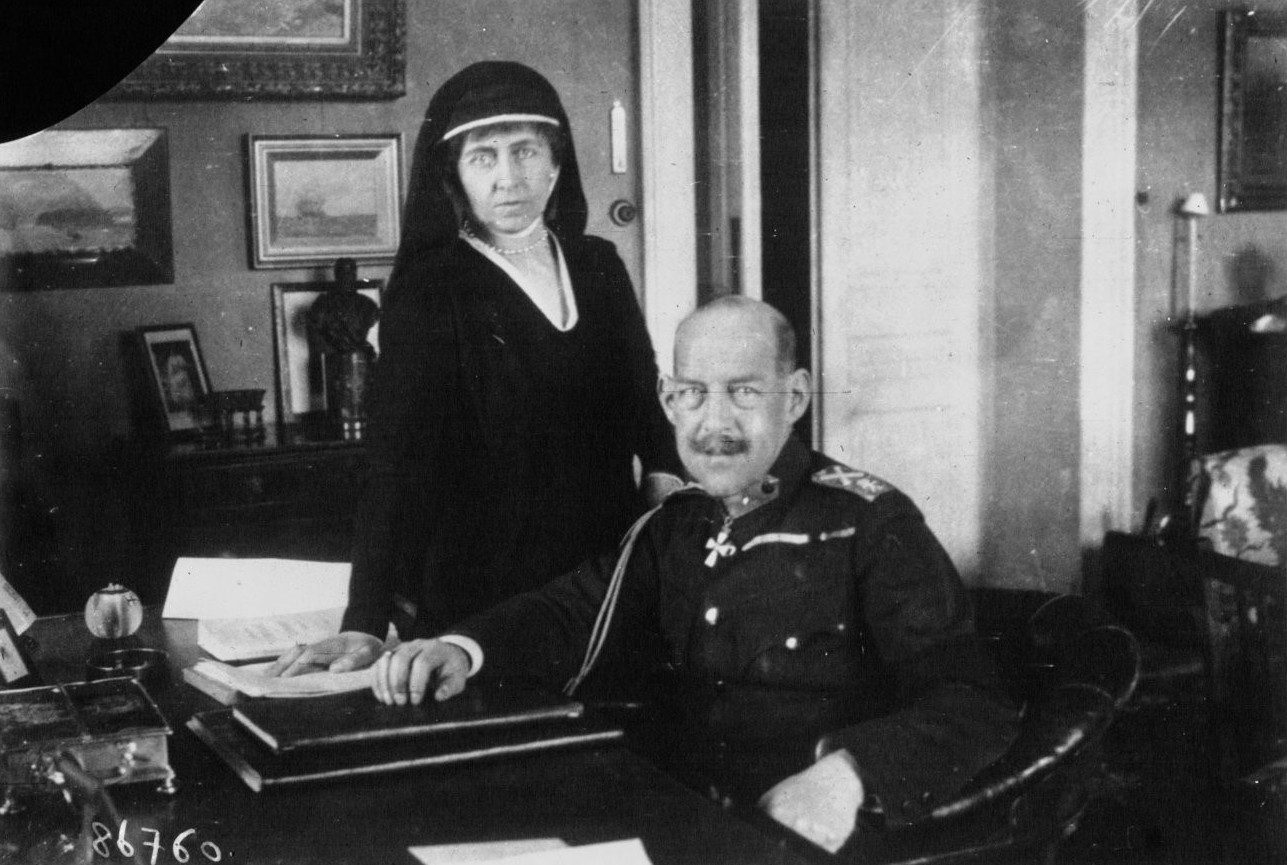
Le roi Constantin Ier (roi des Hellènes) et la reine Sophie de Grèce (1921), grands absents du mariage.

Bien que le journal français Le Gaulois évoque la présence de la reine douairière des Hellènes Olga au mariage de son petit-fils, aucun membre de la famille royale de Grèce n'assiste aux noces princières en dehors du prince Nicolas et des siens. Toujours ostracisés par les Alliés et confrontés à la guerre gréco-turque, le roi Constantin Ier et la reine Sophie de Grèce ne sont même pas en mesure de faire le déplacement à Bucarest.
De son côté, le prince royal Carol de Roumanie n'assiste pas aux noces de sa sœur, car il se trouve auprès de sa propre fiancée, à Athènes, depuis le 1er janvier 1920. 
Frère aîné du roi Ferdinand Ier de Roumanie et chef de la maison de Hohenzollern-Sigmaringen (à laquelle appartient encore la maison de Roumanie), le prince Guillaume de Hohenzollern-Sigmaringen n'assiste pas non plus aux célébrations. Il s'est en effet brouillé avec son cadet lorsque Bucarest est entrée en guerre au côté de l'Entente en 1916 et ne se réconcilie avec lui que quelques mois après l'organisation du mariage princier.

## Couverture médiatique

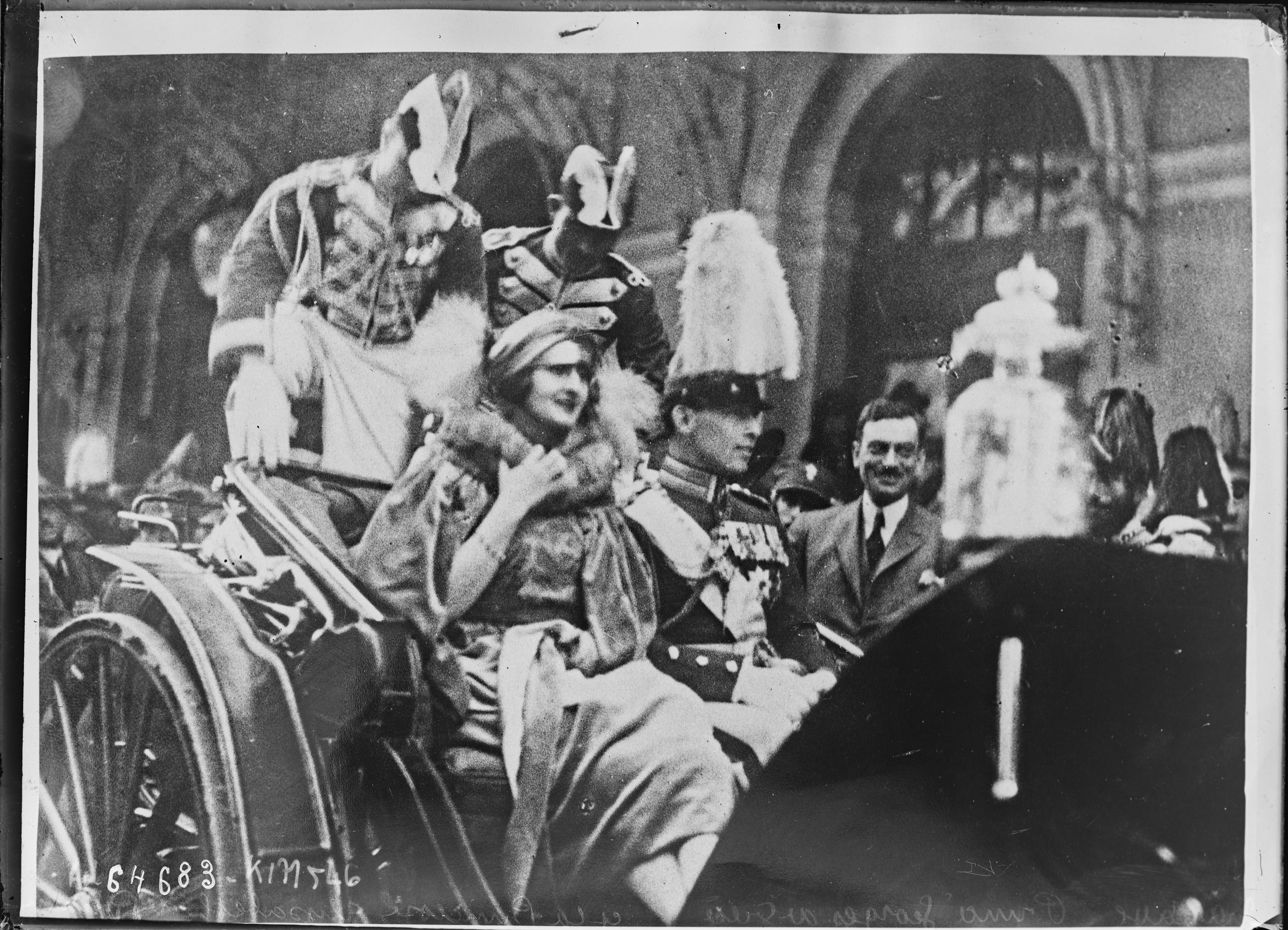
Le couple princier lors de son arrivée à Athènes (7 mars 1921).

Comme l'indique la biographe Marlene A. Eilers Koenig, la presse anglo-saxonne offre une couverture limitée au mariage princier. Dans son édition du 1er mars 1921, The Times ne consacre ainsi qu'un entrefilet à l'union de Georges et d'Élisabeth. Côté français, les journaux ne sont guère plus diserts. Plusieurs mois après les célébrations, la revue Les Modes diffuse néanmoins une photo de la princesse Élisabeth vêtue de sa robe de mariée.
Plusieurs films d'actualité sont consacrés aux noces princières. Outre ceux réalisés par British Pathé (voir infra), on peut citer Le mariage du Diadoque Georges de Grèce avec la Princesse Élisabeth de Roumanie de la Dag-Film.
Enfin, les photographies officielles des mariés et de leur famille sont prises par le studio roumain Julietta d'Adolf Klingsberg.

## Présents divers

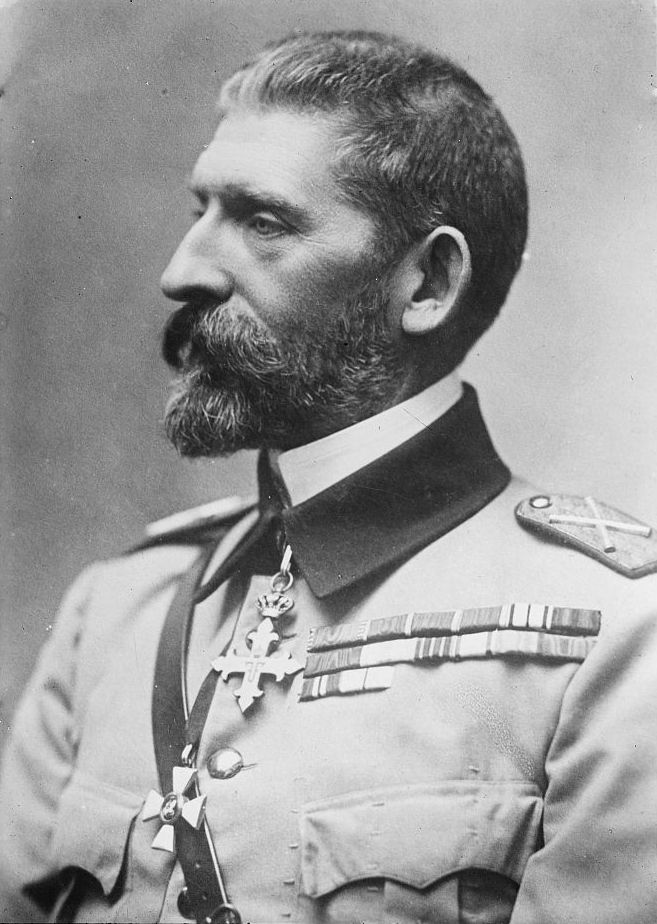
Le roi vers 1921.

En dépit des restrictions dues à la guerre, les époux reçoivent plusieurs cadeaux de grande valeur.
La ville de Bucarest offre ainsi une Cadillac au jeune couple, tandis que celle de Galați fait présent d'un diamant d'une valeur de 200 000 lei. De son côté, l'Armée roumaine offre une aigrette en or avec des diamants de 32 carats, ainsi qu'une paire de boucles d'oreilles également en diamants. Le couple princier reçoit, en outre, douze chevaux ayant appartenu au tsar Nicolas II de Russie, des tapis précieux et divers icônes.
Les souverains roumains offrent à leur fille un collier de diamants, avec un gros saphire en guise de pendentif. Il s'agit là d'un bijou ayant appartenu à la grande-duchesse Maria Pavlovna de Russie et que la reine Marie a racheté à sa sœur Victoria-Mélita après la révolution russe,. En revanche, le roi et la reine des Hellènes ne font aucun présent à leur bru, ce qui soulève l'indignation de la souveraine roumaine.
Parallèlement à ces présents destinés à sa fille et à son gendre, le roi Ferdinand Ier et son épouse dotent cent orphelines de guerre et filles de soldats revenus invalides du conflit. Chacune d'elles reçoit ainsi une somme de 3 000 lei destinée à l'organisation de leur mariage, en 1921. Quelques semaines plus tard, la reine Marie fait également don d'une somme de 10 000 drachmes à l'attention de familles athéniennes pauvres.

## Postérité

### Une courte lune de miel et un rapide retour en Grèce

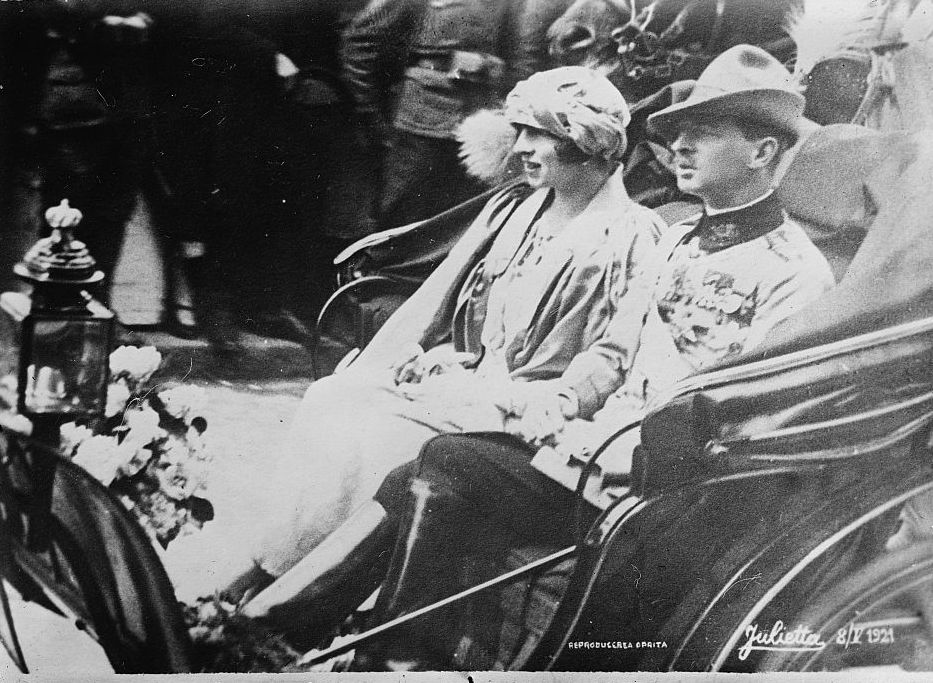
La princesse Hélène de Grèce et le prince royal Carol de Roumanie à Athènes (1921).

Après les célébrations, décrites par la reine de Roumanie dans son journal, Georges et Élisabeth passent deux jours de lune de miel dans le pavillon de chasse du roi Ferdinand Ier à Scroviștea, dans la région d'Ilfov.
Le 7 mars 1921, le couple quitte finalement la Roumanie avec la reine Marie et plusieurs de ses enfants. Après un voyage en train qui les conduit de Bucarest à Constanța, ils embarquent à bord du navire à vapeur Regele Carol, qui est escorté par le destroyer grec Ierax jusqu'à Constantinople, puis par le destroyer Panther (en) jusqu'au Pirée. Arrivés à destination le 9 mars (24 février julien), les voyageurs sont accueillis par le roi Constantin Ier, qui vient les rejoindre à bord du navire Averoff. Une fois à terre, ils reçoivent la bienvenue de la reine Sophie et de sa belle-mère, la reine douairière Olga.
Le petit groupe gagne ensuite la capitale, où il est reçu par une foule en liesse (à partir de 16 h). En dépit des restrictions financières dues à la guerre gréco-turque, la municipalité d'Athènes a dépensé 200 000 drachmes pour décorer la ville et offrir de petits cadeaux aux jeunes mariés et à la reine Marie. Le soir même, un dîner est donné en l'honneur du couple princier au palais royal d'Athènes, mais il réunit un nombre restreint d'invités. Afin de limiter les dépenses liées aux noces princières, il a en effet été décidé de fusionner les festivités organisées en l'honneur de Georges et Élisabeth avec celles données pour le mariage du prince royal Carol de Roumanie et de la princesse Hélène de Grèce, le 10 mars 1921 (25 février julien),,.

### Un jeune couple éloigné par la guerre et la maladie
Une fois les cérémonies de mariage terminées, Georges et Élisabeth s'installent dans des appartements situés au sein du palais royal d'Athènes, avant d'être finalement autorisés à avoir leur propre résidence. D'abord déçue de ne pas bénéficier d'un logement indépendant, la princesse roumaine s'adapte difficilement à son nouvel environnement, d'autant qu'elle éprouve de grandes difficultés à apprendre la langue hellène. D'un tempérament introverti, qui la fait passer pour arrogante,, Élisabeth n'éprouve guère de sympathie pour sa belle-famille, qui n'hésite pas à l'exclure des conversations en parlant grec en sa présence,. Les relations de la princesse avec la reine Sophie sont particulièrement malaisées, d'autant que la souveraine refuse de partager ses bijoux avec elle, même lorsque Georges remplace finalement son père sur le trône. Victime des restrictions dues à la guerre gréco-turque, Élisabeth ne tarde pas à jalouser sa belle-sœur Hélène et sa sœur « Mignon »,, qui vivent dans l'opulence alors qu’elle-même doit en permanence quémander le soutien financier de ses parents,.

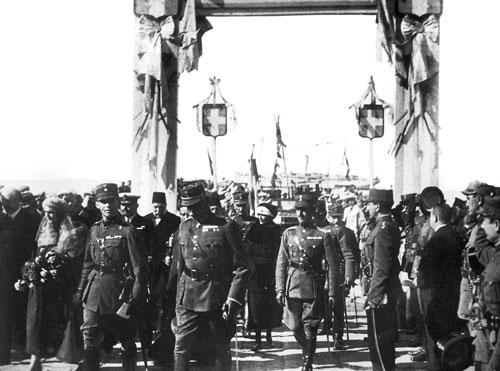
Élisabeth et Georges faisant leur entrée à Smyrne (1921).

Déçue que sa relation avec Georges n'ait pas pris un tour plus passionné,, Élisabeth déplore néanmoins le départ de son époux pour l'Anatolie, où il se rend sur le front en juin 1921. Quelques semaines plus tard, la princesse retrouve pourtant celui-ci à Smyrne, où elle séjourne un mois et demi à ses côtés. Une fois revenue en Grèce, le mal-être de la princesse croît davantage, ce qui ne l'empêche pas de s'engager dans l’assistance aux soldats blessés. En octobre 1921, le diadoque rentre à Athènes mais, après deux mois de permission, il doit finalement regagner l'Asie mineure. Alors qu'Élisabeth espérait être autorisée à effectuer un court séjour à Bucarest, elle est missionnée une seconde fois auprès de l'armée grecque à Smyrne. De retour à Athènes après un mois en Ionie, Élisabeth se montre de plus en plus nostalgique de sa vie en Roumanie. Ayant grandi dans une ville beaucoup plus stimulante au niveau intellectuel, elle se lamente du faible développement culturel de la capitale grecque, spécialement dans le domaine de la musique.
Au printemps 1922, Élisabeth se rend une nouvelle fois à Smyrne, mais ce troisième voyage ne se déroule pas comme prévu. Dans la cité occupée, la jeune femme tombe en effet malade et manque de mourir. De façon surprenante, les sources concernant cet événement diffèrent notablement. D'après John Wimbles, Hannah Pakula, Julia Gelardi et Ricardo Mateos Sáinz de Medrano, la princesse contracte une fièvre typhoïde, bientôt suivie d'une attaque de pleurésie,,,. Lelia Zamani précise, quant à elle, que la typhoïde contraint les médecins à opérer plusieurs fois la princesse, ce que Tepi Pistofidou confirme également. Pour Alan Palmer et John Van der Kiste, en revanche, Élisabeth contracte une maladie (non nommée) et subit une fausse couche,. Quoi qu'il en soit, l'état de la princesse est critique : rapatriée d'urgence à Athènes, ses parents sont appelés à son chevet, car on craint une mort imminente. Élisabeth se rétablit néanmoins, mais sa convalescence dure plusieurs mois et elle développe des troubles dépressifs, qui conduisent les médecins à lui prescrire un séjour auprès des Hohenzollern-Sigmaringen, à Sinaia. Pendant ce temps, la situation militaire va de mal en pis pour la Grèce et Smyrne est reconquise par les Turcs le 9 septembre 1922 (27 août julien). La défaite provoque alors des troubles dans le pays, où Constantin Ier finit par abdiquer le 27 septembre (14 septembre julien),,. Toujours en Roumanie, Élisabeth devient alors reine des Hellènes, mais ce n'est qu'en novembre qu'elle rentre finalement à Athènes.

### Exil, liaisons et divorce
Confrontés à une grave crise politique et sociale, Georges II et Élisabeth ne restent que quelques mois sur le trône. Chassés de leur pays, ils quittent la Grèce le 19 décembre 1923 et trouvent refuge en Roumanie,,, où ils apprennent finalement l'instauration de la Deuxième République hellénique le 25 mars 1924,,. Dès avant ces événements, une anecdote illustre la mauvaise santé du mariage royal. En septembre 1923, Élisabeth se rend à Belgrade pour assister au baptême de son neveu, le futur Pierre II de Yougoslavie. Elle en profite alors pour flirter avec son beau-frère, le roi Alexandre Ier, ce qui déclenche l'indignation de sa sœur et de sa mère,. Dans son journal, la reine de Roumanie se plaint d'ailleurs régulièrement d'Élisabeth et déplore, par exemple, que sa fille mette tout en œuvre pour ne pas avoir d'enfant,.
| Portrait d'un homme vu de trois quart et portant un uniforme militaire.                                        |  | Portrait d'une femme vue de profil et portant un diadème et des boucles d'oreilles verts. |
| Le roi Georges II et la reine Élisabeth de Grèce représentés par le peintre Philip de László durant leur exil. |  |                                                                                           |

Avec l'exil, la différence de caractère entre Georges II et Élisabeth se creuse davantage. Satisfaite de sa vie en Roumanie, où elle hérite d'une importante fortune à la mort de son père (juillet 1927), l'ancienne souveraine s'inquiète d'une possible restauration en Grèce. Lassé par le tempérament de sa femme, Georges II passe de plus en plus de temps à l'étranger et finit par faire de Londres sa résidence principale en 1932,,. Dans ces conditions, les deux époux refont leur vie chacun de leur côté. Élisabeth noue ainsi une liaison avec un banquier marié d'origine gréco-russe nommé Alexandre Scanavi (ou Scavani, selon les sources),. Quant à Georges II, il tombe sous le charme d'une Britannique également mariée baptisée Joyce Wallach (de son nom d'épouse Joyce Britten-Jones),,,.
En mai 1935, une réunion du Pacte balkanique se tient à Bucarest et le chef de la délégation hellène demande à rencontrer Élisabeth. Il informe alors l'ancienne souveraine que la restauration est imminente, en Grèce, et que la famille royale doit se préparer à rentrer à Athènes. Alarmée par cette nouvelle, Élisabeth décide d'agir. Grâce à un décret royal émis par son frère le roi Carol II, elle récupère d'abord la nationalité roumaine, ce qui lui permet d'acquérir un bien immobilier dans son pays. Puis, elle lance une procédure de divorce contre son époux, sous le prétexte qu'il a déserté le foyer conjugal depuis plusieurs années. Georges II n'est pas informé de la procédure, ce qui l'empêche de se faire représenter. Le divorce est finalement prononcé par la Cour d'Appel de Bucarest le 6 juillet 1935 et c'est en lisant la presse que Georges II est informé de son divorce,,. Cela n'empêche pas le roi des Hellènes d'être finalement rappelé sur le trône, en novembre 1935,,.

## Parenté entre Georges II et Élisabeth
Descendants de la reine Victoria du Royaume-Uni, surnommée « la grand-mère de l'Europe », le roi Georges II de Grèce et la princesse Élisabeth de Roumanie sont cousins issus de germain. Ils sont également apparentés au troisième degré à 
travers les Romanov, puisqu'ils descendent de deux fils du tsar Nicolas Ier de Russie,.
|  |  |  |  |  |  |  |  |  |  |                                                                     |                                                                     |                                                                     |                                                                     |                                                                     |                                                                     |  |  |                                                                          |                                                                          |                                                                          |                                                                          |                                                                          |                                                                          |                                |                                | Nicolas Ier, Tsar de Russie ∞ Charlotte, Pcesse de Prusse |                                |  |  |                                   |                                   |                                   |                                   |                                   |                                   |                                   |                                   |                                                                      |                                                                      |                                                                      |                                                                      |                                                                      |                                                                      |                                                                 |                                                                 |                                                                 |                                                                 |  |  |  |  |  |  |  |  |  |  |  |  |  |  |  |  |  |  |  |  |  |  |  |  |  |  |  |  |  |  |  |  |  |  |  |  |  |  |  |  |  |  |  |  |  |  |  |  |  |  |  |  |  |  |  |  |
|  |  |  |  |  |  |  |  |  |  |                                                                     |                                                                     |                                                                     |                                                                     |                                                                     |                                                                     |  |  |                                                                          |                                                                          |                                                                          |                                                                          |                                                                          |                                                                          |                                |                                |                                                           |                                |  |  |                                   |                                   |                                   |                                   |                                   |                                   |                                   |                                   |                                                                      |                                                                      |                                                                      |                                                                      |                                                                      |                                                                      |                                                                 |                                                                 |                                                                 |                                                                 |  |  |  |  |  |  |  |  |  |  |  |  |  |  |  |  |  |  |  |  |  |  |  |  |  |  |  |  |  |  |  |  |  |  |  |  |  |  |  |  |  |  |  |  |  |  |  |  |  |  |  |  |  |  |  |  |
|  |  |  |  |  |  |  |  |  |  |                                                                     |                                                                     |                                                                     |                                                                     |                                                                     |                                                                     |  |  |                                                                          |                                                                          |                                                                          |                                                                          |                                                                          |                                                                          |                                |                                |                                                           |                                |  |  |                                   |                                   |                                   |                                   |                                   |                                   |                                   |                                   |                                                                      |                                                                      |                                                                      |                                                                      |                                                                      |                                                                      |                                                                 |                                                                 |                                                                 |                                                                 |  |  |  |  |  |  |  |  |  |  |  |  |  |  |  |  |  |  |  |  |  |  |  |  |  |  |  |  |  |  |  |  |  |  |  |  |  |  |  |  |  |  |  |  |  |  |  |  |  |  |  |  |  |  |  |  |
|  |  |  |  |  |  |  |  |  |  | Constantin, Gd-duc de Russie ∞ Alexandra, Pcesse de Saxe-Altenbourg | Constantin, Gd-duc de Russie ∞ Alexandra, Pcesse de Saxe-Altenbourg | Constantin, Gd-duc de Russie ∞ Alexandra, Pcesse de Saxe-Altenbourg | Constantin, Gd-duc de Russie ∞ Alexandra, Pcesse de Saxe-Altenbourg | Constantin, Gd-duc de Russie ∞ Alexandra, Pcesse de Saxe-Altenbourg | Constantin, Gd-duc de Russie ∞ Alexandra, Pcesse de Saxe-Altenbourg |  |  |                                                                          |                                                                          |                                                                          |                                                                          | Victoria, Reine du Royaume-Uni                                           | Victoria, Reine du Royaume-Uni                                           | Victoria, Reine du Royaume-Uni | Victoria, Reine du Royaume-Uni | Victoria, Reine du Royaume-Uni                            | Victoria, Reine du Royaume-Uni |  |  | Albert, Pce de Saxe-Cobourg-Gotha | Albert, Pce de Saxe-Cobourg-Gotha | Albert, Pce de Saxe-Cobourg-Gotha | Albert, Pce de Saxe-Cobourg-Gotha | Albert, Pce de Saxe-Cobourg-Gotha | Albert, Pce de Saxe-Cobourg-Gotha |                                   |                                   |                                                                      |                                                                      |                                                                      |                                                                      | Alexandre II, Tsar de Russie ∞ Marie, Pcesse de Hesse-Darmstadt      | Alexandre II, Tsar de Russie ∞ Marie, Pcesse de Hesse-Darmstadt      | Alexandre II, Tsar de Russie ∞ Marie, Pcesse de Hesse-Darmstadt | Alexandre II, Tsar de Russie ∞ Marie, Pcesse de Hesse-Darmstadt | Alexandre II, Tsar de Russie ∞ Marie, Pcesse de Hesse-Darmstadt | Alexandre II, Tsar de Russie ∞ Marie, Pcesse de Hesse-Darmstadt |  |  |  |  |  |  |  |  |  |  |  |  |  |  |  |  |  |  |  |  |  |  |  |  |  |  |  |  |  |  |  |  |  |  |  |  |  |  |  |  |  |  |  |  |  |  |  |  |  |  |  |  |  |  |  |  |
|  |  |  |  |  |  |  |  |  |  | Constantin, Gd-duc de Russie ∞ Alexandra, Pcesse de Saxe-Altenbourg | Constantin, Gd-duc de Russie ∞ Alexandra, Pcesse de Saxe-Altenbourg | Constantin, Gd-duc de Russie ∞ Alexandra, Pcesse de Saxe-Altenbourg | Constantin, Gd-duc de Russie ∞ Alexandra, Pcesse de Saxe-Altenbourg | Constantin, Gd-duc de Russie ∞ Alexandra, Pcesse de Saxe-Altenbourg | Constantin, Gd-duc de Russie ∞ Alexandra, Pcesse de Saxe-Altenbourg |  |  |                                                                          |                                                                          |                                                                          |                                                                          | Victoria, Reine du Royaume-Uni                                           | Victoria, Reine du Royaume-Uni                                           | Victoria, Reine du Royaume-Uni | Victoria, Reine du Royaume-Uni | Victoria, Reine du Royaume-Uni                            | Victoria, Reine du Royaume-Uni |  |  | Albert, Pce de Saxe-Cobourg-Gotha | Albert, Pce de Saxe-Cobourg-Gotha | Albert, Pce de Saxe-Cobourg-Gotha | Albert, Pce de Saxe-Cobourg-Gotha | Albert, Pce de Saxe-Cobourg-Gotha | Albert, Pce de Saxe-Cobourg-Gotha |                                   |                                   |                                                                      |                                                                      |                                                                      |                                                                      | Alexandre II, Tsar de Russie ∞ Marie, Pcesse de Hesse-Darmstadt      | Alexandre II, Tsar de Russie ∞ Marie, Pcesse de Hesse-Darmstadt      | Alexandre II, Tsar de Russie ∞ Marie, Pcesse de Hesse-Darmstadt | Alexandre II, Tsar de Russie ∞ Marie, Pcesse de Hesse-Darmstadt | Alexandre II, Tsar de Russie ∞ Marie, Pcesse de Hesse-Darmstadt | Alexandre II, Tsar de Russie ∞ Marie, Pcesse de Hesse-Darmstadt |  |  |  |  |  |  |  |  |  |  |  |  |  |  |  |  |  |  |  |  |  |  |  |  |  |  |  |  |  |  |  |  |  |  |  |  |  |  |  |  |  |  |  |  |  |  |  |  |  |  |  |  |  |  |  |  |
|  |  |  |  |  |  |  |  |  |  |                                                                     |                                                                     |                                                                     |                                                                     |                                                                     |                                                                     |  |  |                                                                          |                                                                          |                                                                          |                                                                          |                                                                          |                                                                          |                                |                                |                                                           |                                |  |  |                                   |                                   |                                   |                                   |                                   |                                   |                                   |                                   |                                                                      |                                                                      |                                                                      |                                                                      |                                                                      |                                                                      |                                                                 |                                                                 |                                                                 |                                                                 |  |  |  |  |  |  |  |  |  |  |  |  |  |  |  |  |  |  |  |  |  |  |  |  |  |  |  |  |  |  |  |  |  |  |  |  |  |  |  |  |  |  |  |  |  |  |  |  |  |  |  |  |  |  |  |  |
|  |  |  |  |  |  |  |  |  |  |                                                                     |                                                                     |                                                                     |                                                                     |                                                                     |                                                                     |  |  |                                                                          |                                                                          |                                                                          |                                                                          |                                                                          |                                                                          |                                |                                |                                                           |                                |  |  |                                   |                                   |                                   |                                   |                                   |                                   |                                   |                                   |                                                                      |                                                                      |                                                                      |                                                                      |                                                                      |                                                                      |                                                                 |                                                                 |                                                                 |                                                                 |  |  |  |  |  |  |  |  |  |  |  |  |  |  |  |  |  |  |  |  |  |  |  |  |  |  |  |  |  |  |  |  |  |  |  |  |  |  |  |  |  |  |  |  |  |  |  |  |  |  |  |  |  |  |  |  |
|  |  |  |  |  |  |  |  |  |  | Olga, Gde-Dsse de Russie ∞ Georges Ier, Roi des Hellènes            | Olga, Gde-Dsse de Russie ∞ Georges Ier, Roi des Hellènes            | Olga, Gde-Dsse de Russie ∞ Georges Ier, Roi des Hellènes            | Olga, Gde-Dsse de Russie ∞ Georges Ier, Roi des Hellènes            | Olga, Gde-Dsse de Russie ∞ Georges Ier, Roi des Hellènes            | Olga, Gde-Dsse de Russie ∞ Georges Ier, Roi des Hellènes            |  |  | Victoria, Pcesse royale du Royaume-Uni ∞ Frédéric III, Empereur allemand | Victoria, Pcesse royale du Royaume-Uni ∞ Frédéric III, Empereur allemand | Victoria, Pcesse royale du Royaume-Uni ∞ Frédéric III, Empereur allemand | Victoria, Pcesse royale du Royaume-Uni ∞ Frédéric III, Empereur allemand | Victoria, Pcesse royale du Royaume-Uni ∞ Frédéric III, Empereur allemand | Victoria, Pcesse royale du Royaume-Uni ∞ Frédéric III, Empereur allemand |                                |                                |                                                           |                                |  |  |                                   |                                   |                                   |                                   | Alfred, Duc de Saxe-Cobourg-Gotha | Alfred, Duc de Saxe-Cobourg-Gotha | Alfred, Duc de Saxe-Cobourg-Gotha | Alfred, Duc de Saxe-Cobourg-Gotha | Alfred, Duc de Saxe-Cobourg-Gotha                                    | Alfred, Duc de Saxe-Cobourg-Gotha                                    |                                                                      |                                                                      | Maria, Gde-Dsse de Russie                                            | Maria, Gde-Dsse de Russie                                            | Maria, Gde-Dsse de Russie                                       | Maria, Gde-Dsse de Russie                                       | Maria, Gde-Dsse de Russie                                       | Maria, Gde-Dsse de Russie                                       |  |  |  |  |  |  |  |  |  |  |  |  |  |  |  |  |  |  |  |  |  |  |  |  |  |  |  |  |  |  |  |  |  |  |  |  |  |  |  |  |  |  |  |  |  |  |  |  |  |  |  |  |  |  |  |  |
|  |  |  |  |  |  |  |  |  |  | Olga, Gde-Dsse de Russie ∞ Georges Ier, Roi des Hellènes            | Olga, Gde-Dsse de Russie ∞ Georges Ier, Roi des Hellènes            | Olga, Gde-Dsse de Russie ∞ Georges Ier, Roi des Hellènes            | Olga, Gde-Dsse de Russie ∞ Georges Ier, Roi des Hellènes            | Olga, Gde-Dsse de Russie ∞ Georges Ier, Roi des Hellènes            | Olga, Gde-Dsse de Russie ∞ Georges Ier, Roi des Hellènes            |  |  | Victoria, Pcesse royale du Royaume-Uni ∞ Frédéric III, Empereur allemand | Victoria, Pcesse royale du Royaume-Uni ∞ Frédéric III, Empereur allemand | Victoria, Pcesse royale du Royaume-Uni ∞ Frédéric III, Empereur allemand | Victoria, Pcesse royale du Royaume-Uni ∞ Frédéric III, Empereur allemand | Victoria, Pcesse royale du Royaume-Uni ∞ Frédéric III, Empereur allemand | Victoria, Pcesse royale du Royaume-Uni ∞ Frédéric III, Empereur allemand |                                |                                |                                                           |                                |  |  |                                   |                                   |                                   |                                   | Alfred, Duc de Saxe-Cobourg-Gotha | Alfred, Duc de Saxe-Cobourg-Gotha | Alfred, Duc de Saxe-Cobourg-Gotha | Alfred, Duc de Saxe-Cobourg-Gotha | Alfred, Duc de Saxe-Cobourg-Gotha                                    | Alfred, Duc de Saxe-Cobourg-Gotha                                    |                                                                      |                                                                      | Maria, Gde-Dsse de Russie                                            | Maria, Gde-Dsse de Russie                                            | Maria, Gde-Dsse de Russie                                       | Maria, Gde-Dsse de Russie                                       | Maria, Gde-Dsse de Russie                                       | Maria, Gde-Dsse de Russie                                       |  |  |  |  |  |  |  |  |  |  |  |  |  |  |  |  |  |  |  |  |  |  |  |  |  |  |  |  |  |  |  |  |  |  |  |  |  |  |  |  |  |  |  |  |  |  |  |  |  |  |  |  |  |  |  |  |
|  |  |  |  |  |  |  |  |  |  |                                                                     |                                                                     |                                                                     |                                                                     |                                                                     |                                                                     |  |  |                                                                          |                                                                          |                                                                          |                                                                          |                                                                          |                                                                          |                                |                                |                                                           |                                |  |  |                                   |                                   |                                   |                                   |                                   |                                   |                                   |                                   |                                                                      |                                                                      |                                                                      |                                                                      |                                                                      |                                                                      |                                                                 |                                                                 |                                                                 |                                                                 |  |  |  |  |  |  |  |  |  |  |  |  |  |  |  |  |  |  |  |  |  |  |  |  |  |  |  |  |  |  |  |  |  |  |  |  |  |  |  |  |  |  |  |  |  |  |  |  |  |  |  |  |  |  |  |  |
|  |  |  |  |  |  |  |  |  |  | Constantin Ier, Roi des Hellènes                                    | Constantin Ier, Roi des Hellènes                                    | Constantin Ier, Roi des Hellènes                                    | Constantin Ier, Roi des Hellènes                                    | Constantin Ier, Roi des Hellènes                                    | Constantin Ier, Roi des Hellènes                                    |  |  | Sophie, Pcesse de Prusse                                                 | Sophie, Pcesse de Prusse                                                 | Sophie, Pcesse de Prusse                                                 | Sophie, Pcesse de Prusse                                                 | Sophie, Pcesse de Prusse                                                 | Sophie, Pcesse de Prusse                                                 |                                |                                |                                                           |                                |  |  |                                   |                                   |                                   |                                   |                                   |                                   |                                   |                                   | Marie, Pcesse de Saxe-Cobourg-Gotha ∞ Ferdinand Ier, Roi de Roumanie | Marie, Pcesse de Saxe-Cobourg-Gotha ∞ Ferdinand Ier, Roi de Roumanie | Marie, Pcesse de Saxe-Cobourg-Gotha ∞ Ferdinand Ier, Roi de Roumanie | Marie, Pcesse de Saxe-Cobourg-Gotha ∞ Ferdinand Ier, Roi de Roumanie | Marie, Pcesse de Saxe-Cobourg-Gotha ∞ Ferdinand Ier, Roi de Roumanie | Marie, Pcesse de Saxe-Cobourg-Gotha ∞ Ferdinand Ier, Roi de Roumanie |                                                                 |                                                                 |                                                                 |                                                                 |  |  |  |  |  |  |  |  |  |  |  |  |  |  |  |  |  |  |  |  |  |  |  |  |  |  |  |  |  |  |  |  |  |  |  |  |  |  |  |  |  |  |  |  |  |  |  |  |  |  |  |  |  |  |  |  |
|  |  |  |  |  |  |  |  |  |  | Constantin Ier, Roi des Hellènes                                    | Constantin Ier, Roi des Hellènes                                    | Constantin Ier, Roi des Hellènes                                    | Constantin Ier, Roi des Hellènes                                    | Constantin Ier, Roi des Hellènes                                    | Constantin Ier, Roi des Hellènes                                    |  |  | Sophie, Pcesse de Prusse                                                 | Sophie, Pcesse de Prusse                                                 | Sophie, Pcesse de Prusse                                                 | Sophie, Pcesse de Prusse                                                 | Sophie, Pcesse de Prusse                                                 | Sophie, Pcesse de Prusse                                                 |                                |                                |                                                           |                                |  |  |                                   |                                   |                                   |                                   |                                   |                                   |                                   |                                   | Marie, Pcesse de Saxe-Cobourg-Gotha ∞ Ferdinand Ier, Roi de Roumanie | Marie, Pcesse de Saxe-Cobourg-Gotha ∞ Ferdinand Ier, Roi de Roumanie | Marie, Pcesse de Saxe-Cobourg-Gotha ∞ Ferdinand Ier, Roi de Roumanie | Marie, Pcesse de Saxe-Cobourg-Gotha ∞ Ferdinand Ier, Roi de Roumanie | Marie, Pcesse de Saxe-Cobourg-Gotha ∞ Ferdinand Ier, Roi de Roumanie | Marie, Pcesse de Saxe-Cobourg-Gotha ∞ Ferdinand Ier, Roi de Roumanie |                                                                 |                                                                 |                                                                 |                                                                 |  |  |  |  |  |  |  |  |  |  |  |  |  |  |  |  |  |  |  |  |  |  |  |  |  |  |  |  |  |  |  |  |  |  |  |  |  |  |  |  |  |  |  |  |  |  |  |  |  |  |  |  |  |  |  |  |
|  |  |  |  |  |  |  |  |  |  |                                                                     |                                                                     |                                                                     |                                                                     |                                                                     |                                                                     |  |  |                                                                          |                                                                          |                                                                          |                                                                          |                                                                          |                                                                          |                                |                                |                                                           |                                |  |  |                                   |                                   |                                   |                                   |                                   |                                   |                                   |                                   |                                                                      |                                                                      |                                                                      |                                                                      |                                                                      |                                                                      |                                                                 |                                                                 |                                                                 |                                                                 |  |  |  |  |  |  |  |  |  |  |  |  |  |  |  |  |  |  |  |  |  |  |  |  |  |  |  |  |  |  |  |  |  |  |  |  |  |  |  |  |  |  |  |  |  |  |  |  |  |  |  |  |  |  |  |  |
|  |  |  |  |  |  |  |  |  |  |                                                                     |                                                                     |                                                                     |                                                                     |                                                                     |                                                                     |  |  |                                                                          |                                                                          |                                                                          |                                                                          |                                                                          |                                                                          |                                |                                |                                                           |                                |  |  |                                   |                                   |                                   |                                   |                                   |                                   |                                   |                                   |                                                                      |                                                                      |                                                                      |                                                                      |                                                                      |                                                                      |                                                                 |                                                                 |                                                                 |                                                                 |  |  |  |  |  |  |  |  |  |  |  |  |  |  |  |  |  |  |  |  |  |  |  |  |  |  |  |  |  |  |  |  |  |  |  |  |  |  |  |  |  |  |  |  |  |  |  |  |  |  |  |  |  |  |  |  |
|  |  |  |  |  |  |  |  |  |  |                                                                     |                                                                     |                                                                     |                                                                     |                                                                     |                                                                     |  |  |                                                                          |                                                                          |                                                                          |                                                                          | Georges II, Roi des Hellènes                                             | Georges II, Roi des Hellènes                                             | Georges II, Roi des Hellènes   | Georges II, Roi des Hellènes   | Georges II, Roi des Hellènes                              | Georges II, Roi des Hellènes   |  |  | Élisabeth, Pcesse de Roumanie     | Élisabeth, Pcesse de Roumanie     | Élisabeth, Pcesse de Roumanie     | Élisabeth, Pcesse de Roumanie     | Élisabeth, Pcesse de Roumanie     | Élisabeth, Pcesse de Roumanie     |                                   |                                   |                                                                      |                                                                      |                                                                      |                                                                      |                                                                      |                                                                      |                                                                 |                                                                 |                                                                 |                                                                 |  |  |  |  |  |  |  |  |  |  |  |  |  |  |  |  |  |  |  |  |  |  |  |  |  |  |  |  |  |  |  |  |  |  |  |  |  |  |  |  |  |  |  |  |  |  |  |  |  |  |  |  |  |  |  |  |
|  |  |  |  |  |  |  |  |  |  |                                                                     |                                                                     |                                                                     |                                                                     |                                                                     |                                                                     |  |  |                                                                          |                                                                          |                                                                          |                                                                          | Georges II, Roi des Hellènes                                             | Georges II, Roi des Hellènes                                             | Georges II, Roi des Hellènes   | Georges II, Roi des Hellènes   | Georges II, Roi des Hellènes                              | Georges II, Roi des Hellènes   |  |  | Élisabeth, Pcesse de Roumanie     | Élisabeth, Pcesse de Roumanie     | Élisabeth, Pcesse de Roumanie     | Élisabeth, Pcesse de Roumanie     | Élisabeth, Pcesse de Roumanie     | Élisabeth, Pcesse de Roumanie     |                                   |                                   |                                                                      |                                                                      |                                                                      |                                                                      |                                                                      |                                                                      |                                                                 |                                                                 |                                                                 |                                                                 |  |  |  |  |  |  |  |  |  |  |  |  |  |  |  |  |  |  |  |  |  |  |  |  |  |  |  |  |  |  |  |  |  |  |  |  |  |  |  |  |  |  |  |  |  |  |  |  |  |  |  |  |  |  |  |  |

### Témoignages contemporains
- (ro) Regina Maria a Romaniei, Însemnari zilnice : (Ianuarie 1920 - decembrie 1920), vol. II, Editura Historia, 2006, 378 p. (ISBN 978-973-87688-8-8).
- (ro) Regina Maria a Romaniei, Însemnari zilnice : (Ianuarie 1921 - decembrie 1921), vol. III, Editura Historia, 2006, 417 p. (ISBN 973-24-0981-9).

### Sur les mariages gréco-roumains et la politique matrimoniale roumaine
- (en) Daniel Citirigă et Florin Anghel, « Dynastic Projects of the Romanian Monarchy during the inter War Period », Revue roumaine d'histoire, vol. XLVIII, nos 1-2,‎ 2009, p. 111-125 (lire en ligne).
- Radu Tudorancea, « Le double mariage dynastique helléno-roumain (février-mars 1921) », Historical Yearbook, vol. IV,‎ 2007, p. 145-152 (ISSN 1584-854X, lire en ligne, consulté le 15 mai 2025).
- (en) Radu Tudorancea, « Romanian-Greek Relations in the Early 1920's: From Dynastic (Royal) Intermarriages to the Proclamation of the Republic in Greece », dans Sorin Arhire, Tudor Roșu et Călin Anghel, Royalty and Republic in Europe : Political Establisments in the Early 1920s, Cambridge Scholars Publishing, 2025 (ISBN 1036415953), p. 53-65.

### Sur les époux
- (en) David Horbury, « Royalty and Romance at the Greek Court. From the Letters and Memoirs of John Boxshall », Royalty Digest Quarterly, vol. 2,‎ 2022, p. 42-48 (ISSN 1653-5219).
- (ro) Diana Mandache, Vise spulberate : Elisabeta, Principesa Romaniei, Regina Greciei, Bucarest, Corint, 2025, 240 p. (ISBN 9786060887690).
- (el) Παναγιώτης Πιπινέλης, Γεώργιος Β’, Athènes, Στέγη του Βιβλίου,‎ 1951.
- (en) John Wimbles, « Elisabeta of the Hellenes: Passionate Woman, Reluctant Queen - Part. 1: Crown Princess », Royalty Digest, vol. 12#5, no 137,‎ novembre 2002, p. 136-144 (ISSN 0967-5744).
- (en) John Wimbles, « Elisabeta of the Hellenes: Passionate Woman, Reluctant Queen - Part. 2: Crown Princess », Royalty Digest, vol. 12#6, no 138,‎ décembre 2002, p. 168-174 (ISSN 0967-5744).
- (en) John Wimbles, « Elisabeta of the Hellenes: Passionate Woman, Reluctant Queen - Part. 3: Exile at Home 1924-1940 », Royalty Digest, vol. 12#7, no 139,‎ janvier 2003, p. 200-205 (ISSN 0967-5744).
- (ro) Lelia Zamani, « Elisabeta. Portretul unei foarte bizare principese », Historia, Bucarest, vol. spécial IV, no 13,‎ 2015, p. 12-20 (ISSN 1582-7968, lire en ligne).
- (ro) Lelia Zamani et Emanuel Bădescu, « Elisabeta Charlotte Iosephina Victoria Alexandra, Principesă a României, Principesă de Hohenzollern-Sigmaringen », dans Flori din trecut. Regine şi prinţese regale ale României, Editura Vremea, 2018 (ISBN 9789736458576, lire en ligne).

### Sur la famille royale de Grèce
- (en) Alan Palmer et Michael of Greece, The Royal House of Greece, Weidenfeld Nicolson Illustrated, 1990 (ISBN 0-297-83060-0).
- (es) Ricardo Mateos Sáinz de Medrano, La Familia de la Reina Sofía, La Dinastía griega, la Casa de Hannover y los reales primos de Europa, Madrid, La Esfera de los Libros, 2004, 573 p. (ISBN 84-9734-195-3).
- (ro) Simona Preda, Regina-Mama Elena : Mariajul Si Despartirea De Carol Al Ii-Lea, Corint, 2018, 240 p. (ISBN 6067934426).
- (en) John Van der Kiste, Kings of the Hellenes : The Greek Kings, 1863-1974, Sutton Publishing, 1994, 200 p. (ISBN 0-7509-2147-1).

### Sur la famille royale de Roumanie
- Jean-Noël Grandhomme, « « L'homme fort du royaume ». La reine Marie et la construction de la grande Roumanie (1913-1922) », Guerres mondiales et conflits contemporains, vol. 264, no 4,‎ 2016, p. 7-22 (lire en ligne).
- Lilly Marcou, Le Roi trahi : Carol II de Roumanie, Paris, Pygmalion, 2002, 398 p. (ISBN 2-85704-743-6).
- (en) Hannah Pakula, The Last Romantic : A Biography of Queen Marie of Roumania, Weidenfeld & Nicolson History, 1996, 510 p. (ISBN 1-85799-816-2).

### Sur les deux familles royales
- Jean des Cars, « Des illusions de la paix à un nouveau cataclysme 1919-1939 », dans Le sceptre et le sang, Perrin, 2018 (ISBN 2262076456), p. 303-428.
- (en) Julia Gelardi, Born to Rule : Granddaughters of Victoria, Queens of Europe, Headline Review, 2006, 457 p. (ISBN 0-7553-1392-5).

### Histoire de la Grèce, de la Roumanie et de leurs relations
- Édouard Driault et Michel Lhéritier, Histoire diplomatique de la Grèce de 1821 à nos jours : La Grèce et la Grande Guerre - De la Révolution turque au traité de Lausanne (1908-1923), t. V, PUF, 1926 (lire en ligne).
- Elli Lemonidou, « La première guerre mondiale comme tournant pour l’institution monarchique en Grèce », Guerres mondiales et conflits contemporains, vol. 264, no 4,‎ 2016, p. 23-38 (lire en ligne).
- Radu Tudorancea, « Les relations roumano‑grecques dans l’entre‑deux‑guerres : quelques considérations sur un rapprochement continu », Cahiers balkaniques, no 44,‎ 2016, p. 1-14 (lire en ligne).

### Autres ouvrages
- (en) Geoffrey Wansell, Terence Rattigan : A Biography, Fourth Estate, 1995, 434 p. (ISBN 9781857022018).

### Article consacré au mariage parThe Royal Chronicles
- (el) Ανδρέας Μέγκος, « 27 Φεβρουαρίου 1921: Γάμοι του βασιλιά Γεωργίου Β′ με την πριγκίπισσα Ελισάβετ της Ρουμανίας » [« 27 février 1921 : Mariage du roi Georges II et de la princesse Élisabeth de Roumanie »], sur The Royal Chronicles,‎ 27 février 2016 (consulté le 3 mai 2025).

### Vidéos du mariage et de ses suites
- (en) « Wedding of Princess Elizabeth of Romania to the Crown Prince of Greece », sur British Pathé, 21 mars 1921 (consulté le 17 mai 2025).
- (en) « Greece / Royal: Return of Prince George of Greece to Athens after his wedding (1921) », sur British Pathé, 1er avril 1921 (consulté le 24 mai 2025).